# Landiswil
Landiswil – gmina (niem. Einwohnergemeinde) w Szwajcarii, w kantonie Berno, w regionie administracyjnym Bern-Mittelland, w okręgu Bern-Mittelland.
Gmina po raz pierwszy została wspomniana w dokumentach w 1277 roku jako Landoloswile.

## Demografia
W Landiswil 31 grudnia 2020 roku mieszkało 619 osób. W 2020 roku 1,6% populacji gminy stanowiły osoby urodzone poza Szwajcarią.
W 2000 roku 99,5% populacji mówiło w języku niemieckim, 0,3% w języku serbsko-chorwackim, a 0,2% w języku hiszpańskim.

Zmiany w liczbie ludności są przedstawione na poniższym wykresie:

## Współpraca
Miejscowość partnerska::
- Münchenbuchsee, Szwajcaria